# Małgorzata Glinka
Małgorzata Glinka-Mogentale (* 30. September 1978 in Warschau) ist eine polnische Volleyballspielerin.
Die 1,92 m große Angriffsspielerin Glinka spielte von 1999 bis 2005 in der italienischen Profiliga. 2005/06 wechselte sie in die französische Liga zu RC Cannes. Mit der polnischen Nationalmannschaft wurde sie zweimal Europameisterin und wurde im Jahr 2003 zur besten Volleyballspielerin Europas gewählt.
Während des Grand Prix 2006 erklärte Glinka nach einigen Unstimmigkeiten mit Trainer Andrzej Niemczyk ihren Rücktritt aus dem Nationalteam. Kurze Zeit später trat Niemczyk ebenfalls zurück, da die anderen Spielerinnen auf Glinkas Seite standen. Glinka kehrte in die Nationalmannschaft zurück und nahm an den Olympischen Sommerspielen 2008 in Peking teil. Nach einem neunten Platz 2010 bei der WM in Japan beendete sie zunächst ihre Länderspielkarriere. 2014 hatte Glinka ein kurzes Comeback in Łódź beim Qualifikationsturnier für die WM und kam danach auf 286 Nationalmannschafts-Einsätze.
Nach zwei Jahren bei CAV Murcia 2005 in Spanien, mit dem sie 2007 den Top Teams Cup gewann, spielte Glinka von 2009 bis 2013 in der Türkei bei Vakıfbank Güneş Sigorta İstanbul und wurde 2011 Champions-League-Sieger. 2013 gewann sie den türkischen Pokal, die türkische Meisterschaft und erneut die Champions League. Danach kehrte sie zurück in ihre Heimat zu Chemik Police, mit dem sie 2014 polnischer Meister und Pokalsieger wurde. Nach der erneuten polnischen Meisterschaft 2015 beendete Glinka ihre Karriere.